# کورادو راکا
کورادو راکا (ایتالیایی: Corrado Racca؛ ‏ ۱۴ نوامبر ۱۸۸۹ – ۱۲ مهٔ ۱۹۵۰) یک هنرپیشه و صداپیشه اهل ایتالیا بود.
از فیلم‌های او می‌توان به زن نابینای سورنتو اشاره کرد.